# Episodi di Scorpion (quarta stagione)
La quarta e ultima stagione della serie televisiva Scorpion, composta da 22 episodi, è stata trasmessa negli Stati Uniti dalla CBS dal 25 settembre 2017 al 16 aprile 2018.
In Italia la stagione è stata trasmessa in prima visione assoluta su Rai 4 dal 16 gennaio al 6 marzo 2019.
| nº | Titolo originale                                         | Titolo italiano                     | Prima TV USA      | Prima TV Italia  |
| -- | -------------------------------------------------------- | ----------------------------------- | ----------------- | ---------------- |
| 1  | Extinction                                               | Estinzione                          | 25 settembre 2017 | 16 gennaio 2019  |
| 2  | More Extinction                                          | Ancora Estinzione                   | 2 ottobre 2017    | 16 gennaio 2019  |
| 3  | Grow a Deer, a Female Deer                               | Crescere un cervo, un cervo femmina | 9 ottobre 2017    | 16 gennaio 2019  |
| 4  | Nuke Kids on the Block                                   | Il terzo incomodo                   | 16 ottobre 2017   | 23 gennaio 2019  |
| 5  | Sci Hard                                                 | Trappola tecnologica                | 23 ottobre 2017   | 23 gennaio 2019  |
| 6  | Queen Scary                                              | La nave fantasma                    | 30 ottobre 2017   | 23 gennaio 2019  |
| 7  | Go with the Flo(rence)                                   | Una nuova vicina                    | 6 novembre 2017   | 30 gennaio 2019  |
| 8  | Faire is Foul                                            | C'è del marcio alla Fiera           | 13 novembre 2017  | 30 gennaio 2019  |
| 9  | It's Raining Men (of war)                                | Piovono meduse                      | 20 novembre 2017  | 30 gennaio 2019  |
| 10 | Crime Every Mountain                                     | Una frana da sistemare              | 27 novembre 2017  | 6 febbraio 2019  |
| 11 | Who Let the Dog Out ('Cause Now It's Stuck in a Cistern) | Chi ha fatto uscire il cane?        | 11 dicembre 2017  | 6 febbraio 2019  |
| 12 | A Christmas Car-Roll                                     | L'incidente di Natale               | 18 dicembre 2017  | 6 febbraio 2019  |
| 13 | The Bunker Games                                         | The Bunker Games                    | 15 gennaio 2018   | 13 febbraio 2019 |
| 14 | Lighthouse of the Rising Sun                             | Tempesta solare                     | 22 gennaio 2018   | 13 febbraio 2019 |
| 15 | Wave Goodbye                                             | Cotti a vapore                      | 29 gennaio 2018   | 20 febbraio 2019 |
| 16 | Nerd, Wind & Fire                                        | Nerd, vento e fuoco                 | 5 febbraio 2018   | 20 febbraio 2019 |
| 17 | Dumbster Fire                                            | Scemi e più scemi                   | 26 febbraio 2018  | 20 febbraio 2019 |
| 18 | Dork Day Afternoon                                       | Sosta in banca                      | 5 marzo 2018      | 27 febbraio 2019 |
| 19 | Gator Done                                               | Alligatore sconfitto                | 19 marzo 2018     | 27 febbraio 2019 |
| 20 | Foul Balls                                               | Palle avvelenate                    | 26 marzo 2018     | 27 febbraio 2019 |
| 21 | Kenny & the Jet                                          | Imprevisto a bordo                  | 9 aprile 2018     | 6 marzo 2019     |
| 22 | A Lie in the Sand                                        | Una bugia nella sabbia              | 16 aprile 2018    | 6 marzo 2019     |